# Praia Inhame (Principe)
Pour les articles homonymes, voir Praia Inhame.
Praia Inhame est une localité de Sao Tomé-et-Principe située au nord-est de l'île de Principe. C'est une ancienne roça.

## Population
Lors du recensement de 2012, 128 habitants y ont été dénombrés.

## Roça
C'était autrefois le siège de la Companhia Agrícola Praia Inhame. Il n'en subsiste que les habitations des contremaîtres et celles des ouvriers (sanzalas).